# Segunda División de Barbados
La Division One (Segunda División de Barbados) es la segunda categoría del fútbol profesional en Barbados.
Fue creada en 1949, es organizada por la Asociación de Fútbol de Barbados, de la CONCACAF.

## Formato
Participan de la competencia 14 equipos y funciona con un sistema de ascensos y descensos.

## Equipos participantes 2020
| Pos.    | Equipo                        |
| ------- | ----------------------------- |
| 11 (PD) | Barbados Soccer Academy       |
| 12 (PD) | Youth Milan                   |
| 4       | Blackspurs FC                 |
| 5       | Pride of Gall Hill            |
| 6       | Whitehall Titans FC           |
| 7       | Central League Spartans       |
| 8       | Haynesville United FC         |
| 9       | Ivy Rovers FC                 |
| 10      | Bagatelle SSC                 |
| 11      | Potential Ballers YSC         |
| 12      | Barbados Defence Force SC "B" |
| 1 (TD)  | Pinelands United              |
| 2 (TD)  | Fitts Village FC              |
| 3 (TD)  | Kick Start FC                 |

## Campeonatos por año
| Año     | Campeonato N°                   | Campeón                         | Conquista N°                    | Ciudad                          |
| ------- | ------------------------------- | ------------------------------- | ------------------------------- | ------------------------------- |
| 1949    | 1                               | Notre Dame SC                   | 1                               | Bridgetown                      |
| 1950    | 2                               | Notre Dame SC                   | 2                               | Bridgetown                      |
| 1951    | 3                               | Harrison College FC             | 1                               | Bridgetown                      |
| 1952    | 4                               | Notre Dame SC                   | 3                               | Bridgetown                      |
| 1953-59 | No se disputó ningún campeonato | No se disputó ningún campeonato | No se disputó ningún campeonato | No se disputó ningún campeonato |
| 1960    | Desconocido                     | Desconocido                     | Desconocido                     | Desconocido                     |
| 1961    | No se disputó ningún campeonato | No se disputó ningún campeonato | No se disputó ningún campeonato | No se disputó ningún campeonato |
| 1962    | Desconocido                     | Desconocido                     | Desconocido                     | Desconocido                     |
| 1963    | No se disputó ningún campeonato | No se disputó ningún campeonato | No se disputó ningún campeonato | No se disputó ningún campeonato |
| 1964    | Desconocido                     | Desconocido                     | Desconocido                     | Desconocido                     |
| 1965    | No se disputó ningún campeonato | No se disputó ningún campeonato | No se disputó ningún campeonato | No se disputó ningún campeonato |
| 1966-67 | Desconocido                     | Desconocido                     | Desconocido                     | Desconocido                     |
| 1968    | No se disputó ningún campeonato | No se disputó ningún campeonato | No se disputó ningún campeonato | No se disputó ningún campeonato |
| 1969-76 | Desconocido                     | Desconocido                     | Desconocido                     | Desconocido                     |
| 1977    | No se disputó ningún campeonato | No se disputó ningún campeonato | No se disputó ningún campeonato | No se disputó ningún campeonato |
| 1978    | Desconocido                     | Desconocido                     | Desconocido                     | Desconocido                     |
| 1979-80 | No se disputó ningún campeonato | No se disputó ningún campeonato | No se disputó ningún campeonato | No se disputó ningún campeonato |
| 1981-82 | Desconocido                     | Desconocido                     | Desconocido                     | Desconocido                     |
| 1983    | No se disputó ningún campeonato | No se disputó ningún campeonato | No se disputó ningún campeonato | No se disputó ningún campeonato |
| 1984-90 | Desconocido                     | Desconocido                     | Desconocido                     | Desconocido                     |
| 1991    | No se disputó ningún campeonato | No se disputó ningún campeonato | No se disputó ningún campeonato | No se disputó ningún campeonato |
| 1992-93 | Desconocido                     | Desconocido                     | Desconocido                     | Desconocido                     |
| 1994    | No se disputó ningún campeonato | No se disputó ningún campeonato | No se disputó ningún campeonato | No se disputó ningún campeonato |
| 1995-98 | Desconocido                     | Desconocido                     | Desconocido                     | Desconocido                     |
| 1999    | 5                               | Spooners Hill                   | 1                               | Bridgetown                      |
| 2000    | 6                               | Haynesville United FC           | 1                               | Saint James                     |
| 2001    | 7                               | Barbados Defense Force SC       | 1                               | Paragon                         |
| 2002    | 8                               | Ivy Rovers FC                   | 1                               | Bridgetown                      |
| 2003    | 9                               | Beverley Hills FC               | 1                               | Bridgetown                      |
| 2004    | 10                              | Oxley FC                        | 1                               | Bridgetown                      |
| 2005    | 11                              | Brittons Hill                   | 1                               | Saint Michael                   |
| 2006    | 12                              | Haggatt Hall FC                 | 1                               | Bridgetown                      |
| 2007    | 13                              | Paradise SC                     | 1                               | Christ Church                   |
| 2008    | 14                              | Eden Stars FC                   | 1                               | Saint Michael                   |
| 2009    | 15                              | Pinelands United                | 1                               | Bridgetown                      |
| 2010    | 16                              | Bagatelle SSC                   | 1                               | Saint James                     |
| 2011    | 17                              | Barbados Defense Force SC       | 2                               | Bridgetown                      |
| 2012    | 18                              | Cosmos FC                       | 1                               | Bridgetown                      |
| 2013    | 19                              | Pinelands United                | 2                               | Bridgetown                      |
| 2014    | 20                              | Rendezvous FC                   | 1                               | Bridgetown                      |
| 2015    | 21                              | Empire Club                     | 1                               | Saint Michael                   |
| 2016    | 22                              | Ellerton FC                     | 1                               | Saint George                    |
| 2017    | 23                              | Empire Club                     | 2                               | Saint Michael                   |
| 2018    | 24                              | Barbados Soccer Academy         | 1                               | Bridgetown                      |
| 2019    | 25                              | Deacons FC                      | 1                               | Bridgetown                      |

### Títulos por equipo
| Club                      | Títulos | Años campeón     |
| ------------------------- | ------- | ---------------- |
| Notre Dame SC             | 3       | 1949, 1950, 1952 |
| Barbados Defense Force SC | 2       | 2001, 2011       |
| Pinelands United          | 2       | 2009, 2013       |
| Empire Club               | 2       | 2015, 2017       |
| Harrison College FC       | 1       | 1951             |
| Spooners Hill             | 1       | 1999             |
| Haynesville United FC     | 1       | 2000             |
| Ivy Rovers FC             | 1       | 2002             |
| Beverley Hills FC         | 1       | 2003             |
| Oxley FC                  | 1       | 2004             |
| Brittons Hill             | 1       | 2005             |
| Haggatt Hall FC           | 1       | 2006             |
| Paradise SC               | 1       | 2007             |
| Eden Stars FC             | 1       | 2008             |
| Bagatelle SSC             | 1       | 2010             |
| Cosmos FC                 | 1       | 2012             |
| Rendezvous FC             | 1       | 2014             |
| Ellerton FC               | 1       | 2016             |
| Barbados Soccer Academy   | 1       | 2018             |
| Deacons FC                | 1       | 2020             |